# 人工言語一覧
人工言語一覧では、国際補助語、工学言語、芸術言語、およびその下位区分をそれぞれ五十音順で列挙する。

## 国際補助語

### メジャーな音声言語
| 言語名                   | 出版年        | 作者名                           | 注記                                 |
| ------------------------ | ------------- | -------------------------------- | ------------------------------------ |
| イディオム・ネウトラル   | 1902年        | ヴァルデマール・ローゼンベルガー | ヴォラピュクを基にする。1908年放棄   |
| イド語                   | 1907年        | エスペラント話者の改革者集団     | 約2000～5000人                       |
| インターリング           | 1922年        | エドガー・ド・ヴァール           | 旧称「オクツィデンタル」             |
| インターリングア         | 1951年        | 国際補助語協会                   |                                      |
| ヴォラピュク             | 1879 - 1880年 | ヨハン・マルティン・シュライヤー |                                      |
| エスペラント             | 1887年        | ルドヴィコ・ザメンホフ           | 流暢な話者：約10万～200万人          |
| グロサ                   | 1943年        | ランスロット・ホグベンなど       | 当初 インテルグロッサとよばれた。    |
| ノヴィアル               | 1928年        | オットー・イェスペルセン         |                                      |
| 無活用ラテン語           | 1903年        | ジュゼッペ・ペアノ               | 1908年、イディオム・ネウトラルを置換 |
| リングア・フランカ・ノバ | 1965年        | ジョージ・ブレー                 |                                      |

### マイナーな音声言語
- アドジュビロ（英語版） (Adjuvilo)
- アフリヒリ (Afrihili)
- ウニヴェルサルグロット（英語版） (Universalglot) 1868年にJean Pirroが創案。
- ウロピ（英語版） (Uropi)
- エスペラントII（英語版） (Esperanto II)
- コタヴァ (Kotava)
- コムニカティオンスプラッヘ（英語版） (Communicationssprache)
- ジレンゴ (Zilengo) 1889年頃、動物学者丘浅次郎が創案。
- ソナ語（英語版） (Sona language)
- ソルレソル (Solresol) 1817年に作曲家ジャン・フランソワ・シュドルが創案。
- 地球同語 (Lingwa de Planeta)
- ネオ（英語版） (Neo)
- ボアーボム (Babm) 1956年頃、哲学者岡本普意識が創案。
- ポリエスポ（英語版） (Poliespo)
- ムンドリンコ（英語版） (Mundolinco)
- モンディアル (Mondial)
- ユーロパイオ (Europaio)
- リングア・システムフラテル（英語版） (Lingua sistemfrater)
- ロマーニコ（英語版） (Romániço)
- インタースラーヴィク (Interslavic) スラヴ諸語を基にして作成
- ロマンス・ネオラティーノ (Romance Neolatino) ラテン語、現代ロマンス諸語を基にして作成

### 制限言語

#### 英語系
- アングリッシュ （Anglish）英語における言語純化運動のひとつ。
- イージー英語（英語版） （EasyEnglish）
- E-プライム（英語版） （E-Prime）
- グロービッシュ （全球語、Globish)
- スペシャル・イングリッシュ （Special English）
- 単純化英語（英語版） （Simplified English）
- プレイン・イングリッシュ （プレーン英語、Plain English）
- ベーシック英語 （Basic English）

#### 日本語系
- 協和語 - 満州国建国当初使用されたという簡易日本語
- やさしい日本語

### 視覚言語
- 国際手話 (Gestuno)
- 水中手話 — 潜水士が水中で信号を送るためのもの。「潜水時のコミュニケーション（英語版）」を参照。
- 中世の修道院の手話
- 地球語 (Earth Language)
- ブリスシンボル (Blissymbols)
- LoCos（英語版）（ロコス）- 太田幸夫が考案。

## 言語の研究のために造られた人工言語
- エプン語（Epun）

## 工学言語

### 人間が使用できる言語
- アイソタイプ（英語版） (Isotype)
- aUI（英語版）
- イスクイル (Ithkuil) 1978年発表。アメリカの言語学者ジョン・キハーダによる。
- 真性の文字と哲学的言語にむけての試論 (An Essay towards a Real Character and a Philosophical Language) 1668年発表。ジョン・ウィルキンス (John Wilkins) による
- チェンリ (Ceqli)
- 普遍的記号法 (Characteristica universalis) ゴットフリート・ライプニッツ (Gottfried Wilhelm Leibniz) による
- ラーダン (Láadan) 1982年発表。サゼット・H・エルギンによる。
- Ro 1904年創案、06年発表。エドワード・パウエル・フォスターによる。
- ログラン (Loglan) 1955年創案。アメリカの社会学者ジェームズ・クック・ブラウンおよび彼の設立したログラン学会による。
- ロジバン (Lojban) 1987年創案。ロジカル・ラングイッジ・グループによるログランの改良。

### 知識表現
- CycL（英語版）
- KIF（英語版）
- 分散言語翻訳（英語版） (Distributed Language Translation) 計画は、元の言語とその翻訳の間の中間言語 (pivot language) としてエスペラントの「二進数コード」版を用いた。
- RDF
- Lincos
- ルーム（英語版） (Loom)
- 統制語彙 - 表記揺れを統制した語彙体系。

## 芸術言語

### 物語に登場する人工言語
- アーヴ語 - SF小説『星界の紋章』シリーズに登場する架空言語。森岡浩之作。
- アルダの言語（とくにシンダール語、クウェンヤ、クズドゥル） - J・R・R・トールキン作。『指輪物語』に初めてあらわれ、死後に出版された『中つ国の歴史』とトールキン研究関連著作で議論されている。最も完成されたものはエルフ語である。
- クリンゴン語 (Klingon) - 『スタートレック』映画とテレビシリーズ。マーク・オークランド作。
- ドスラク語(Dothraki) ヴァリリア語群（Valyrian）-ジョージ・R・R・マーティンの『氷と炎の歌』と、それをドラマ化した『ゲーム・オブ・スローンズ』に登場する架空言語。デイビット・J・ピーターソン作。
- ナヴィ語（Na'vi）- 映画『アバター』に登場する架空言語。ポール・フロマー (en:Paul Frommer)作。
- ドラゴン語（Dragonish）- ベセスダ・ソフトワークスによってつくられたゲーム、『The Elder Scrolls V: Skyrim』に登場する架空言語。
- ナッドサット (Nadsat slang) - アンソニー・バージェスの『時計じかけのオレンジ』。アレックスとその友人により話される架空のスラング。
- ニュースピーク (Newspeak) - ジョージ・オーウェルの『1984年』。
- ファーブ・ラテン語 (Ferb latin) - ディズニーアニメーション『フィニアスとファーブ』
- ヒュムノス語 - バンプレスト・ガストのコンピューターゲーム『アルトネリコ』シリーズ
- リパライン語 - 異世界語入門 〜転生したけど日本語が通じなかった〜に登場する架空言語。Fafs F. Sashimi作。
- 人工言語アルカ - 言語と文化と風土をすべて織り込むことを目指した人工言語。セレン=アルバザード作。外国語から単語を借りることはしない。

### 改変言語 (Alternative languages)
- アングリッシュ (Anglish)
- いくつかの北スラブ語 (North Slavic languages) - 西スラブ語群、東スラブ語群南スラヴ語群の存在と、北スラブ語の不在に触発されたもの。
- ヴェネディック（英語版） (Wenedyk) - 改変歴史『イル・ベジサド』(Ill Bethisad) の作者の一人、ヤン・ファン・ステーンベルヘン (Jan van Steenbergen) が作った。

### 極小国家言語
- タロッサ語（英語版） (Talossan language) - R・ベン・マディソン作。

### 個人言語
- エノク語 (Enochian) - エドワード・ケリー (Edward Kelley) 作。
- トキポナ (Toki Pona) - ソニャ・エレン・キサ (Sonja Elen Kisa) 作。
- リングア・イグノタ (Lingua Ignota) - ヒルデガルト・フォン・ビンゲン (Hildegard von Bingen) 作
- シャレイア語(qilxaléh) - ziphil shaleiras作。
- ワタナベタウン語 - 坂本小見山 作。

### 宗教言語
- メデファイドリン (Medefaidrin) - ナイジェリアのイビビオ族による典礼言語。

### 言語ゲーム
- ピッグ・ラテン (Pig Latin)
- ユーロパント (Europanto)

## コンピュータ言語
コンピュータ言語およびプログラミング言語一覧を参照。